# Jacques Bothelin
 (août 2013).
Si vous disposez d'ouvrages ou d'articles de référence ou si vous connaissez des sites web de qualité traitant du thème abordé ici, merci de compléter l'article en donnant les références utiles à sa vérifiabilité et en les liant à la section « Notes et références ».
Jacques Bothelin, surnommé Speedy, né en 1954 à Cambrai, est un aviateur français spécialisé en spectacle d'acrobatie aérienne. PDG fondateur de la société Apache Aviation depuis 1981, avec plus de 12,600 heures de vol en acrobatie sur plus de 145 types d'appareils, pour plus de 3,000 démonstrations réalisées dans 40 pays et dont la patrouille acrobatique porte depuis 1981 successivement les noms de son sponsor du moment : Martini, Europe 1, Ecco, Adecco, Khalifa et Breitling.

## Biographie
Jacques naît en 1954 à Cambrai dans le Nord. Fils d'un officier de l'Armée de l'air qui déménage souvent au gré de ses affectations. Dans son enfance, Jacques voit les Dassault Mystère IV de la Patrouille de France de Dijon s’entraîner au-dessus de sa tête.
En 1967, âgé de 13 ans, il a une révélation pour l'aviation en lisant l'ouvrage Le Grand Cirque de l'as français Pierre Clostermann, engagé dans les Forces aériennes françaises libres durant la Seconde Guerre mondiale .
En 1971, âgé de 17 ans, il s'initie au pilotage de planeur à l'aéroport de Nancy-Essey, puis prend des cours de pilotage motorisé à l'aérodrome de Bordeaux - Léognan - Saucats où il obtient son brevet de base de pilote d'avion. Il se passionne alors pour la voltige avec Louis Peña.
En 1974, il entame une préparation militaire supérieure pour devenir pilote de chasse sans succès. Il est affecté à la Base aérienne 136 Toul-Rosières ou il vole en binôme sur Dassault Mirage III et North American F-100 Super Sabre et où il poursuit son entraînement de voltige pour la compétition avec son entraîneur Eric Müller.

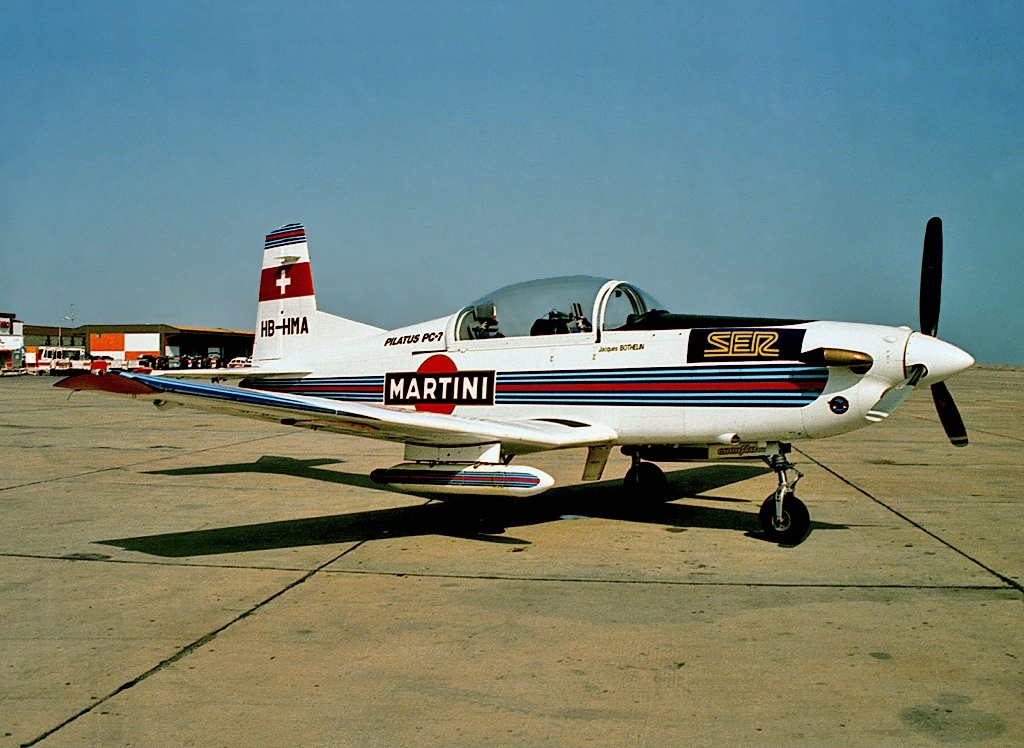
Pilatus PC-7 de Jacques Bothelin - Patrouille Martini-Europe 1 - en 1988

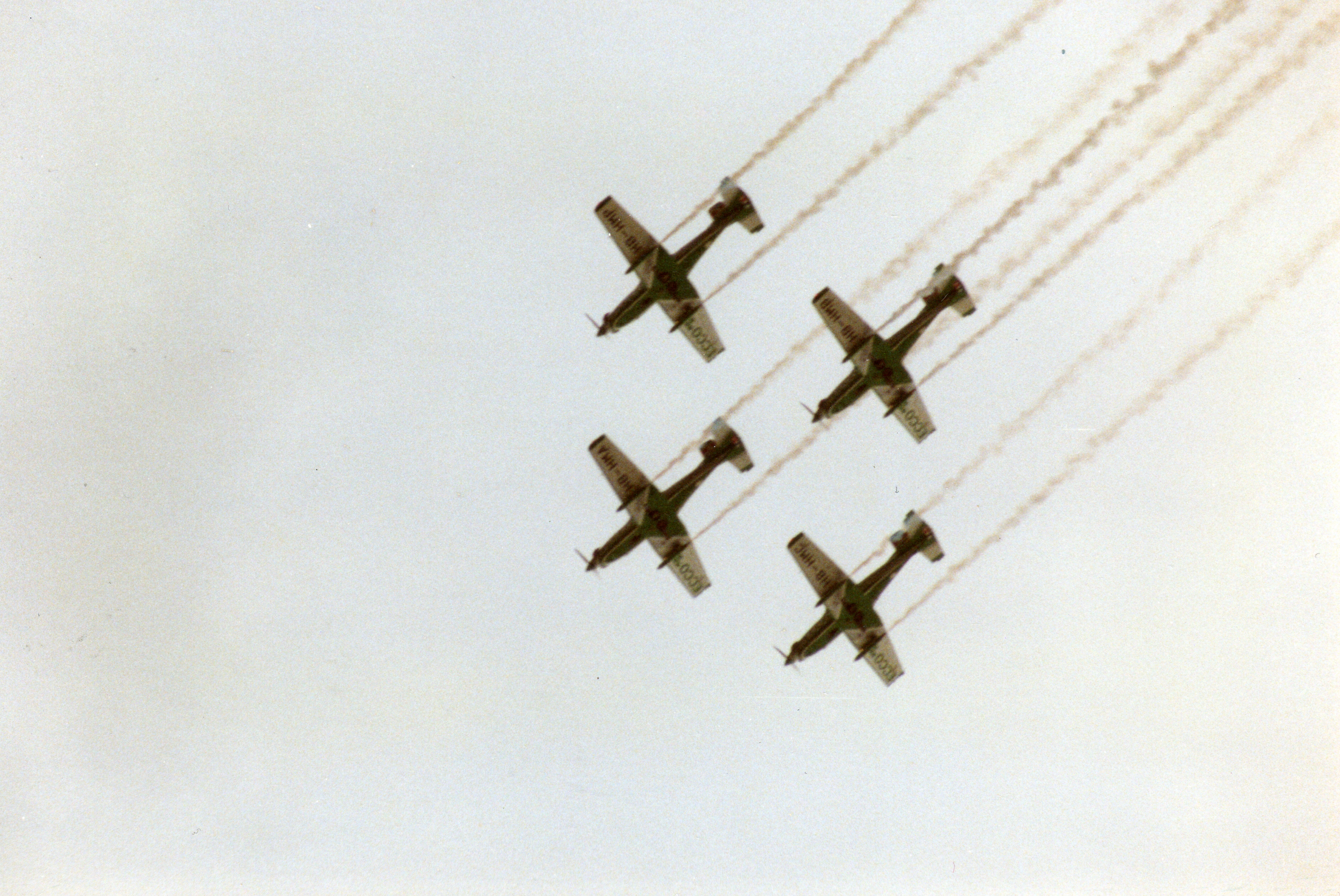
La patrouille Ecco sur Pilatus PC-7 au Newtownards Air Show de 1991

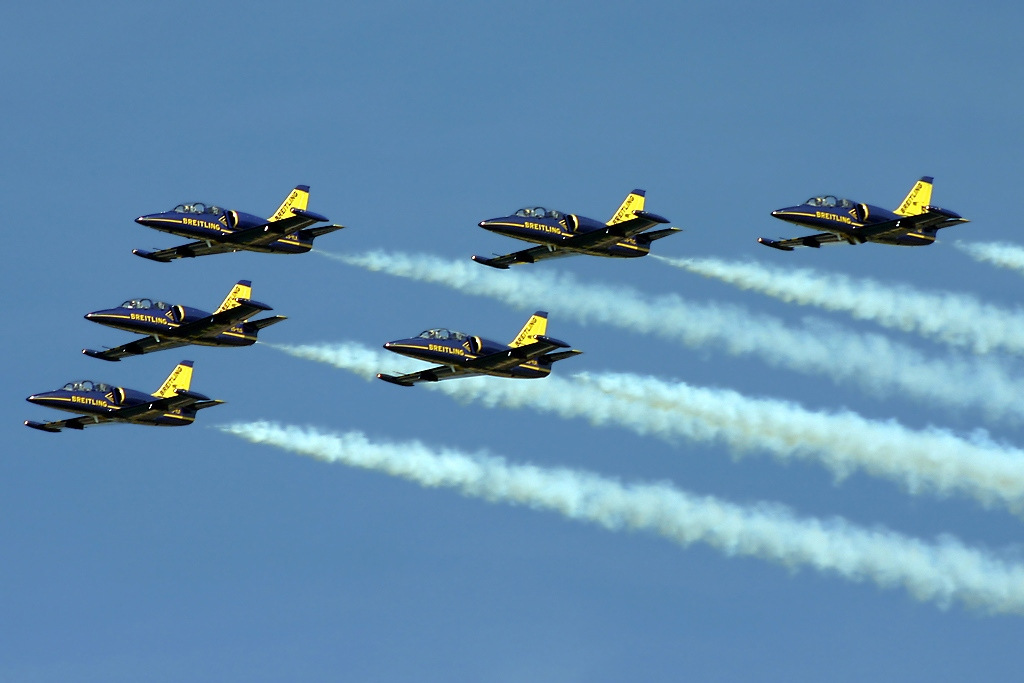
Patrouille Breitling durant un meeting aérien en 2008.

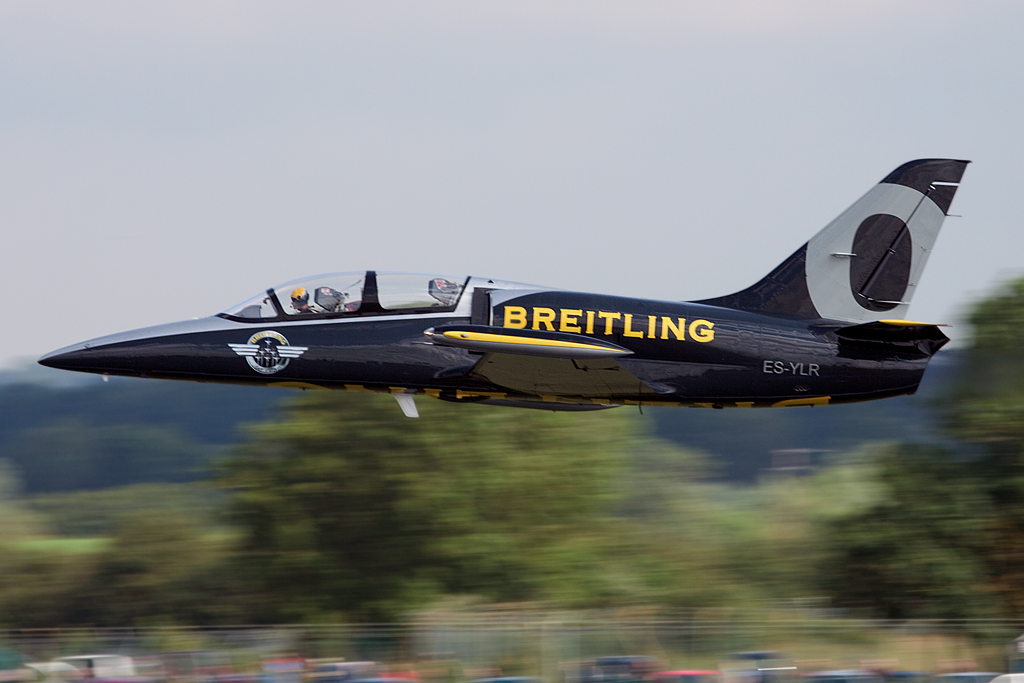
Aero L-39 Albatros de la Patrouille Breitling en 2012

À la fin des années 1970, Jacques Bothelin est pilote de démonstration chez Aerospatiale. Il participe régulièrement, à titre personnel, à des compétitions de voltige aérienne.
En 1982, il fonde la société Apache Aviation sur l'aérodrome de Dijon - Darois, spécialisée dans les spectacles d'acrobatie avec deux Cap 10 (Apache étant le nom du chien de Jacques Bothelin).
En mai de la même année, Jacques fonde la Patrouille Martini avec trois SIAI Marchetti SF.260 (qui devient la Patrouille Martini-Europe 1 en 1984 et vole sur des Pilatus PC-7 en 1986).
En 1991, la Patrouille Martini devient celle de l'agence de travail temporaire Ecco à la suite de la loi Évin du 10 janvier 1991 relative à la lutte contre le tabagisme et l'alcoolisme et passe de trois à quatre Pilatus PC-7, un spot publicitaire télévisé apparaît dès l'automne de l'année précédente avec ces derniers. TF1 devient le partenaire médias de la Patrouille en 1992 à la suite de l'émission  Ushuaïa, le magazine de l'extrême dans les gorges du Dadès au Maroc et en 1993.
En 1995, la Patrouille Ecco participe à 137 exhibitions en Europe devant 4,5 millions de spectateurs.
En 1996, pour la sixième année consécutive, Jacques Bothelin, Francis George ayant succédé à Jean-Louis Jordano à la fin de la saison 1992, Michel-Hugo Véran et Pascal Aubert effectuent une saison de voltige aérienne sous les couleurs de l'agence Ecco. Pilotes internationalement reconnus, ils totalisent à eux quatre près de 30 000 heures de vol.
En 1997, le schéma vert appliqué aux quatre avions est remplacé par un schéma rouge afin de souligner la fusion intervenue le 1er janvier 1997 entre Ecco et le numéro un du travail temporaire suisse Adia qui donne naissance à Adecco, le numéro un mondial du travail temporaire. L'équipe est inchangée par rapport à 1996 malgré la disparition de Francis George au sein de la patrouille lors d'un vol de convoyage et celle-ci adopte le nom de patrouille Adecco. Philippe Laloix (dit Shérif), ex de la Patrouille de France, rejoint la formation en 1998.
En 1999, la patrouille vole sous son propre nom « Patrouille Apache » avec deux appareils pilotés par Jacques Bothelin et par Philippe Laloix.
En 2002, c'est la naissance de la Patrouille Apache/Khalifa Jet Team (avec Khalifa déjà sponsor de l'Olympique de Marseille et propriétaire d'une compagnie aérienne) qui devient la première patrouille acrobatique privée au monde à voler sur jets avec 4 Aero L-39 Albatros.
En 2003, le groupe Khalifa fait faillite et se retire du sponsoring. Il est remplacé par le fabricant de montres de luxe Suisse Breitling qui vient d'abandonner la patrouille de Warbirds de Ray Hanna. La patrouille passe progressivement de quatre à sept avions.
Décembre 2019 marquera l'arrêt de 17 ans de contrat de sponsoring avec Breitling, laissant l'année 2020 libre à un nouveau partenariat qui ne viendra pas à cause de la pandémie du Covid-19.

## Décorations
- Médaille de l'Aéronautique (2005)[1]

## Filmographie ou vidéographie
- La Patrouille ECCO, 1996[2]